# إستيلا غارسيا
إستيلا غارسيا (بالإسبانية: Estela García)‏ هي منافسة ألعاب القوى إسبانية، ولدت في 20 مارس 1989 في فيلانوفا إ لا غيلترو في إسبانيا.

## وصلات خارجية
- إستيلا غارسيا على موقع الاتحاد الدولي لألعاب القوى (الإنجليزية)
- إستيلا غارسيا على موقع الاتحاد الأوروبي لألعاب القوى (الإنجليزية)
- إستيلا غارسيا على موقع الدوري الماسي (الإنجليزية)
- إستيلا غارسيا على موقع اللجنة الأولمبية الدولية (الإنجليزية)
- إستيلا غارسيا على موقع أوليمبيديا (الإنجليزية)